# Demografia do Irão

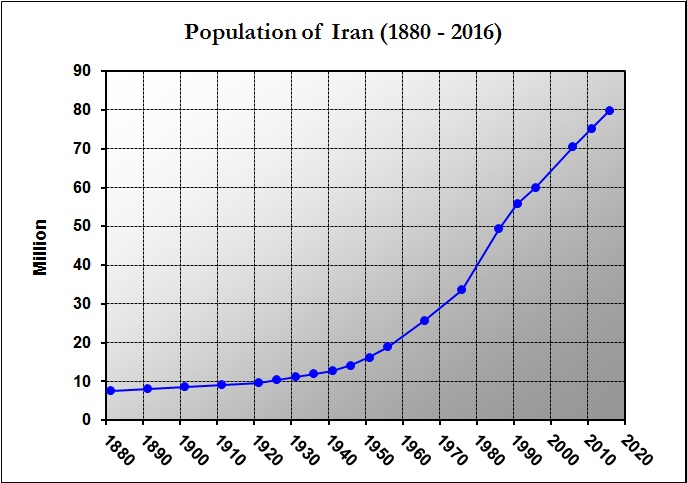
Evolução da população do Irã (1880-2016)

Pirâmide etária do Irã (2011)

A população do Irã cresceu exponencialmente na segunda metade do século XX, superando os 80 milhões de habitantes em 2016. Em 2022, sua população chegou a 86,5 milhões de pessoas.
No período 1996-2006,  a população cresceu 17,4 %  ou 1,62% ao ano. No entanto, entre 2006-2011, a taxa de crescimento anual caiu para 1,29%, e, segundo as projeções do U.S. Census Bureau, deve  continuar a cair, estimando-se que a população esteja em torno de 90 milhões de habitantes, em 2025. Mais 60% da população iraniana tem menos de  35 anos (2011).:9
Em 2011, o número de domicílios estava em torno de  21,2 milhões (3.6 pessoas por domicílio).:8  Segundo o Banco Central do Irã, no ano de 2012, em 22,5% das famílias iranianas, todos os membros da família estavam desempregados. A renda média familiar mensal era de aproximadamente 11,8 milhões de riais (cerca de USD 960).
Segundo a Unesco, a taxa de alfabetização  entre os jovens iranianos (15 a 24 anos) aproxima-se dos 100%: em 2012,  foi de 98,01%. Nos últimos 36 anos, seu valor mais baixo foi de 56,45% (1976), e o mais alto foi de 98,66% (2008). Entre os adultos  (pessoas de 15 anos ou mais), a taxa foi de 83,63%, em 2012, o valor mais alto nos últimos 36 anos. O valor mais baixo desse período foi  36.52% (1976).

## Línguas e grupos étnicos
A maioria da população do Irã fala uma das línguas iranianas, embora o pársi (persa moderno) seja o idioma oficial. O contingente populacional, a participação percentual e até mesmo a definição de cada um dos povos iranianos são controversos. Usualmente, incluem-se, entre os principais grupos étnicos e minorias do Irã, os persas (51%), os azeris (ou azerbaijanos) (23%), os gilakis e mazandaranis (7,5%), os curdos (7%), os árabes (3%), os baluchis (2%), os lurs (ou lures) (2%), os turcomenos (2%), mas também os  armênios, georgianos, turcos, pastós, bakhtiaris, assírios, circassianos, talyshis, judeus, ciganos (ali chamados de coelis) e outros. Mas os percentuais de participação das etnias na população total  são estimados, pois não há estatísticas oficiais a este respeito no país.
A língua falada pelas pessoas quase sempre é o persa; não importando o idioma que se fale em casa, mais de 90% dos iranianos sabem falar persa. Assim, por exemplo, se um iraniano é da província de Mazandaran, ao norte da capital, provavelmente será desta etnia, mas caso escreva um livro ou apareça num programa de televisão, certamente que seu meio de comunicação será a língua persa, o farsi. Países vizinhos ao Irão (como Azerbaijão, Afeganistão, Tadjiquistão etc) são irmanados na mesma história e civilização. Ademais, embora os iranianos de etnia persa convivam com inúmeras minorias, pode-se dizer que azerbaijanos, gilakis e mazandaranis constituem um único grupo, dadas suas características culturais serem muito semelhantes. Assim, embora   quase a metade da população não seja persa no sentido próprio da palavra, pode-se considerar que o Irão não é tão heterogéneo quanto pode parecer à primeira vista, pois os persas (a incluir azeris, gilakis e mazandaranis) constituem mais de quatro quintos do total de iranianos. Googoosh, a grande diva da música persa, é um caso emblemático: nascida em 1950, na capital, ficou famosa como cantora e atriz nos anos anteriores à Revolução Islâmica, tendo nascido de uma família azeri, o que nunca a impediu de ser considerada uma genuína persa.
Quase todas as maiores cidades do país são predominantemente persas (excetuando-se Tabriz, que é habitada principalmente por azeris). Mesmo Ahvaz, que está no meio de uma região árabe, é de maioria persa (caso dos maiores centros urbanos do Cuzistão em geral).
O número de falantes do persa é estimado em mais de 48 milhões. Outras línguas importantes no Irã são o azerbaijano (c. de 12 milhões), curdo (5,6 milhões), gilaki e mazandarani (3 milhões cada), luri (2,3 milhões), árabe khuzistani (2,2) turcomeno (2 milhões) e baktiari (1 milhão).
Cerca de 65% da população (segundo a Biblioteca do Congresso dos Estados Unidos) tem o farsi como língua materna, e os outros 35%, quase todos falam persa como segundo idioma. O farsi é um idioma muito conhecido no Afeganistão (86%), no Azerbaijão (20%), no Paquistão (15%), no Iraque (5%) e em outras nações vizinhas, e teve um grande prestígio no passado, quando não havia sequer um único grande poeta, comerciante ou pessoa viajada do Oriente Médio e da Turquia que não sabia se expressar em farsi. Também foi o principal veículo de comunicação entre os povos do Sul da Ásia (Índia, Paquistão e Bangladesh) antes do Império Britânico anexar aquela região.
Quase todos os iranianos são, pelo menos, bilíngues  desde crianças.  Além do persa, fala-se o árabe clássico, por ser a língua do Alcorão e a língua falada nos países vizinhos a sul e leste do Irão. Também há quem conheça as línguas túrquicas, comumente faladas no noroeste. No passado, o russo e o francês tiveram grande penetração na elite urbana, sendo o francês  ainda conhecido pelas classes mais cultas. Atualmente também não é pequeno o número de iranianos que dominam o inglês, língua que desperta enorme interesse nos jovens estudantes e nos homens de negócio.

## Movimentos populacionais: refugiados e migrantes
O Irão abriga mais de dois milhões de refugiados estrangeiros, quase sempre do Afeganistão e do Iraque. São pessoas que por motivos políticos (guerra ou perseguição) abandonaram esses países, mas começou também a haver iraquianos e afegãos que procuram as metrópoles iranianas devido a razões económicas, e são muitos os imigrantes, principalmente em Teerão, mas não apenas lá. Nos últimos anos, tem sido difícil atravessar as fronteiras do Iraque em direcção ao Irão, pois as autoridades dificultam ao máximo a entrada de refugiados vindos daquela nação (o mesmo faz a Turquia, a Arábia Saudita e o Kuwait; apenas a Síria e a Jordânia continuam a receber um grande êxodo iraquiano). Por outro lado, o Irão é igualmente um país exportador de mão de obra. Cerca de meio milhão de iranianos foram para a América do Norte, a Europa e a América do Sul, e países vizinhos, em especial após a Revolução Iraniana. Há iranianos em Bagdá, Baçorá, Dubai, Cidade do Kuwait, e outros locais do Oriente Médio. Também Londres, Paris, Istambul, Ancara, Berlim, Hamburgo, Viena, Amesterdão, Copenhaga, Estocolmo, Moscovo, Buenos Aires, Tel Aviv (no caso dos judeus), Tóquio, Sydney e outras cidades ao redor do mundo contam com muita gente vinda do Irão, mas as maiores concentrações estão mesmo em Toronto (Canadá) e especialmente na Califórnia (uma das alcunhas de Los Angeles é Teerangeles, por causa da grande concentração de iranianos e seus descendentes ali, pessoas de todas as religiões e etnias do Irão, que têm um grande peso demográfico e económico na cidade, ao lado de outras comunidades, como os hispânicos e os coreanos).

## Religião
A maioria dos iranianos é muçulmana, dos quais 90% pertencem ao ramo xiita do Islamismo, que é a religião oficial. Os demais pertencem ao ramo sunita (muitos deles, curdos). Mais da metade dos curdos do Irão são sunitas, assim como alguns árabes e alguns azeris, e a quase totalidade das populações baluchis, turcomenas e pashtuns. Em geral, um sunita iraniano é pertencente a uma etnia não-persa e vive longe das regiões centrais do país, que são mais populosas e ricas. No sudeste do Irão, há grupos ilegais de sunitas que estão em conflito com o governo central de Teerão, não por reivindicações independentistas, e sim por maior autonomia religiosa. Já ouve confrontos entre o regime dos mulás e esses rebeldes, a maioria na província de Sistão, próxima ao Paquistão.
O restante dos iranianos inclui minorias religiosas não-muçulmanas, como os bahais, os zoroastrianos, os judeus e os cristãos. As três últimas religiões são oficialmente protegidas e reconhecidas e seus representantes têm assentos reservados no Parlamento. Tem também um certo contingente de imigrantes indianos, a praticar o hinduísmo (ou o siquismo), porém sua presença é muito fraca para ser considerada. Os bahais, por outro lado, não são reconhecidos de modo oficial, e há relatos até mesmo de prisão e tortura de bahais, já que no país, além de sua situação de ilegalidade, eles são vistos como uma heresia pelos muçulmanos. Nunca foram reconhecidos, nem antes da Revolução Islâmica o foram (entre 1850 e 1863, governo e sociedade civil orquestraram um genocídio de duas dezenas de milhares de bahais no Irão, e nas duas primeiras décadas após a volta de Khomeini, cerca de 200 bahais foram executados, suas casas até hoje são invadidas, e seus jovens não podem frequentar a universidade nem trabalhar em empregos públicos). No Irão, há religião oficial, que é o Islão. Outros grupos podem ser tolerados, mas mesmo assim há a imposição de certas práticas islâmicas à toda a sociedade (como o uso de véu, que as mulheres devem usar, mesmo sendo cristãs, judias, zoroastrianas etc, e o que um muçulmano não pode fazer, não-muçulmanos tampouco: bebidas alcoólicas são banidas do país, mesmo que o consumidor não seja islamita).
- Muçulmanos: É controverso afirmar que o Islão foi imposto aos persas quando em meados do século V houve as invasões árabes e com elas a doutrina de Maomé foi adoptada como a oficial, em detrimento do zoroastrismo (na época predominante, com quase todos os iranianos, ou persas, sendo seus seguidores), do cristianismo e do judaísmo. Essas três religiões foram consideradas válidas, pois seus adeptos eram monoteístas, e pagando tributos estipulados pelos muçulmanos (a jizia, daí serem chamados de jimmis - pagadores da jizia, os impostos de quem não era islamita e como tal não era obrigado a pagar o zacat), eram respeitados como Povos do Livro, embora sofressem forte pressão para se converterem aos Islão. Na verdade, é bem provável que ele tenha coexistido com o zoroastrismo maioritário por uns 200 ou 300 anos, até que foi adoptado em massa, pois as pessoas eram receosas de serem importunadas, e para ascender socialmente, era indispensável seguir as crenças dos que estavam no poder. Dessa forma, o Islão foi ganhando terreno, até estabelecer-se quase que por completo na Pérsia. Porém, no começo eram raros os adeptos do xiismo, que foram perseguidos pelos sunitas por um longo período. Foi oficializado e aos poucos incentivado pelos Safávidas, que com o tempo reprimiram os sunitas, até que estes se tornassem minoria, no 17º século. No Irão, que é o maior país xiita do mundo na actualidade, há vários santuários sagrados do Islão xiita, como os de Qom e Mexad, embora seja no Iraque que se localizem cidades xiitas mais importantes, que são Carbala, Najafe, Samarra, Kadhimiya e Cufa. Xiitas (partidários de Ali) são hoje 89,5% dos iranianos, o restante em sua maioria segue o ramo sunita do Islão (o mais tradicional, que não reconhece a legitimidade de Ali na sucessão de Maomé). Embora muitos muçulmanos sejam o que se pode chamar se tradicionalistas, não é verdade que todos sejam fanáticos ou fundamentalistas. O Islão tem um pensamento e uma filosofia que é pouco entendida pelos não-muçulmanos, e não há grandes diferenças entre sunitas e xiitas nesse ponto. Hoje, no Irão, embora ainda seja a teocracia a forma de governo, há quem discorde disso, mesmo não podendo manifestar essa ideia. Nas grandes cidades, os indivíduos raramente são muçulmanos muito fervorosos na religião, os jovens inclusive não seguem muitas das práticas da religião, como as 5 orações rituais diárias, e inclusive o consumo de álcool é grande, e o álcool é proibido pela xaria. As mulheres só usaram o véu negro nos primeiros anos da revolução Islâmica, quando a vigilância era maior; difícil é encontrar uma que o use por convicção, a não ser quando há uma imposição da família para tal. As jovens preferem lenços coloridos, muitas vezes um pouco transparentes, a mostrar todo o rosto, e às vezes a raiz e as pontas dos cabelos. Nas universidades do país, elas são hoje mais de seis décimos do total de alunos matriculados, e é de lá que sai o movimento que pede reformas na estrutura político-social do Irão. Não se pode ignorar contudo o poder que os mulás ainda possuem, e as leis fundamentalistas de 1979 pouco ou nada se alteraram. As execuções de opositores são comuns, bem como de quem contesta o regime ainda que discretamente e tenha a sorte de ser chamar a atenção para si e provocar fúria dos defensores do status quo. Gays são assassinados todos os anos no Irão, assim como adúlteros (quase sempre uma mulher). Cabe mencionar também que entre os muçulmanos do Irão, há um grupo chamado de yarsanis, ou ahl-e haq (اهل حق), que segue crenças místicas como a reencarnação, particularmente presente entre os curdos e os lakis, no noroeste do país. São cerca de 1 milhão.

- Bahais: São a maior minoria não-muçulmana do Irão, e praticam uma espécie de mescla entre islamismo, cristianismo e judaísmo, com influências do budismo e do hinduísmo, onde prega-se a sacralidade de todas as religiões, a igualdade entre homens e mulheres e a tolerância a todos os povos. São obrigados a praticar em segredo sua religião, o que não impede que muitos iranianos muçulmanos venham a adoptar a fé bahá'i todos os ano. No mundo todo há bahais, mas o movimento iniciou-se no Irão, em 1844. Actualmente, seu centro mundial sedia-se em Haifa, Israel, o que não melhora em nada a sua imagem junto às autoridades locais, que acusam os bahais de serem partidários do sionismo (que também é ilegal ali). Estão espalhados por quase todas as cidades iranianas (mais nas maiores) e são aproximadamente 470 mil indivíduos , a mais expressiva minoria religiosa do Irão.

- Cristãos: Em sua maioria, trata-se de arménios (c. de 180 mil), que vivem a maior parte em Teerão e Isfahan, com pequenos contingentes em Tabriz e Arak. Há caldeus (c. de 25 mil), na área sudeste, próxima ao Iraque, e na região do Lago Úrmia concentram-se os assírios do Irão, o segundo maior grupo de cristãos do país (c. de 15 mil). Estes cristãos seguem ritos ortodoxos ou orientais, e têm uma presença antiquíssima no país, anterior à invasão árabe, que trouxe o Islão para o Irão. Católicos e protestantes, convertidas por missionários no século XIX e começos do século XX são poucos e raros no Irão (algo em torno de 10 mil). Assim, há no país algo em torno de 230 mil cristãos, que são bem mais ligados à religião e têm uma mentalidade bem mais tradicional que os seguidores do cristianismo costumam ter em países ocidentais, com opiniões bem menos condescendentes a comportamentos que ultimamente se passou a tolerar em outros lugares (como a homossexualidade, por exemplo, ou o aborto)

- Zoroastrianos: O zoroastrismo é provavelmente a religião monoteísta mais antiga que existe. Derivou de práticas védicas (afinal iranianos e indianos tem a mesma origem, que é indo-europeia, e não semítica, como pensa muita gente no Ocidente) mas tomou a forma actual no sétimo século antes de Cristo, quando Zoroastro reformou-o. Primeira religião da Pérsia, foi o credo oficial desde a Dinastia dos Aqueménidas até a invasão árabe. Desde então, tem alternado períodos de boas e más relações com os governos islâmicos, que ora os reprimem, ora os toleram. No século IX, zoroastrianos do Irão (especialmente do norte do país) exilaram-se na Índia em busca de liberdade, e hoje a maioria dos seguidores dessa religião lá se encontram, grande parte deles em Mumbai e no Estado de Gujarat, onde formam uma minoria influente na sociedade local. No Irão, tem-se a ideia, não de todo infundada, de que os zoroastrianos são uma espécie de guardiões do passado de ouro da velha Pérsia. Segundo Zarah Ghahramani, em seu livro Minha Vida Como Traidora (My Life As A Traitor), publicado pela primeira vez na Austrália em 2007 e lançado no Brasil em 2009 pela Ediouro Publicações, "até hoje os persas, com excepção dos fundamentalistas, têm uma admiração quase sagrada pela antiga religião de seus antepassados." De facto, eles falam uma variante do farsi repleta de palavras arcaicas do idioma, e preservam ainda muitos costumes persas antigos, como o hábito de vestir-se com indumentárias brancas. Erroneamente conhecidos como adoradores do fogo (gebros, do farsi gabir), eles concentram-se em Teerão, Kerman, Isfahan, Yazd e Xiraz, mas há ainda minúsculas comunidades em algumas outras cidades do país (como Nishapur) e até em aldeias. São algo em torno de 25 mil pessoas (eram 6 mil no século XIX, quando viviam na pobreza e na marginalização totais e dizia-se que desapareceriam). O regime dos mulás apenas tolera o zoroastrismo, isto não significa que respeite plenamente a integridade física, jurídica e social dos indivíduos que são de outra religião sem ser o Islão, e conversões ao zoroastrismo (que ultimamente vêm ocorrendo discretamente) podem acabar em pena capital. São uma população de baixas taxas de natalidade, tendência aos casamentos mistos e à emigração. Mulheres zoroastrianas casam-se tarde, e, estudadas e independentes financeiramente, optam por ter seus filhos tardiamente, em comparação com a iraniana típica. Também há um rápido envelhecimento populacional dos seguidores do zoroastrismo no Irão. Sua religião não cresce. Ao contrário, está, infelizmente, a sumir graduadamente. A última Torre do silêncio do Irão, localizada em Yazd, foi fechada no início do século XXI.

- Judeus: Os judeus que moram no Irão são judeus mizrahim (ou seja, orientais, em idioma hebraico) que lá estão estabelecidos como uma minoria religiosa desde os tempos daCativeiro Babilónico. Estiveram em inúmeras cidades iranianas, mas hoje em dia sua presença é mais restrita , estando principalmente na capital, além de outros que vivem em Xiraz, Isfahan, Hamadan, Xiraz. Alguns persistem em Ahvaz, Sanandaj, Tabriz, Caxã, Abadã, Nemavande e Babol. Yazd, que no passado teve várias famílias judias, hoje não tem mais de uma dezena, 6 delas com laços de parentesco entre si. Embora já tenham sido uma minoria importante, com mais de 150 mil membros (80 mil em 1979), os judeus não passam de uns 15 mil no Irão contemporâneo, e tudo indica que esta cifra caia ainda mais com o passar dos anos. Jovens iranianas de religião judaica casam-se com muçulmanos xiitas, pois há escassez de judeus do sexo masculino no país: muitos fugiram do Irão, ou foram mortos na Guerra Irã-Iraque, de 1980 a 88, quando muitos foram forçados a ir para o exército e lutar. Alguns vivem em estrema penúria, outros são abastados, e todos têm bastante educação formal, fruto de sua tradição de valorizar a cultura e a escrita. O regime iraniano é ambíguo em sua relações para com o judaísmo. Pode ser praticado, mas o ensino do hebraico é proibido, bem como o incentivo a ideias sionistas (as relações diplomáticas com Israel foram abortadas em 1979, como era de se esperar em se tratando de uma ditadura instaurada em sua forma religiosa num país islamita do Médio Oriente). Ser judeu no Irão é arriscado, podem acusar-te de espião ou traidor da Revolução. Ahmadinejad não cansa de manifestar sentimentos anti-Israel, chegando certa vez a declarar que seria bom que aquela nação, soberana e reconhecida pela ONU (como o próprio Irão), fosse "varrida do mapa" e instaurada em seu território a xaria (ou shariá), a lei islamita mais radical. Moshe Katsav e Rita, famosos judeus que hoje vivem em Israel, são nascidos no Irão.

- Hindus e siques: Uns poucos indianos que trabalham  nas grandes cidades iranianas (especialmente na capital) compõem essa comunidade no país, que talvez chegue aos 10 mil no máximo. Nos anos 1970, durante a Dinastia do Xá Mohammad Reza Pahlavi, o Movimento Hare Krishna (ou Sociedade Internacional para a Consciência de Krishna) trabalhou no Irão, e havia inclusive alguns locais de adoração hindu em Teerão, até mesmo alguns iranianos deixaram-se atrair para o movimento. Havia a liberdade para se praticar mesmo o politeísmo, com o Xá, mas depois de Khomeini tudo mudou, e os hindus nunca mais se envolveram com o Irão. Os siques muitas vezes são do Punjab, e falam esse idioma.

Em resumo, em 2011, do total de 75,1 milhões de habitantes, 74,6 milhões (99.4%) eram muçulmanos, ou seja, havia menos de 500 mil (cerca de 0,6 % da população) não muçulmanos, sendo  117 704   cristãos, 8 756  judeus, 25 271 zoroastrianos e 49 101 ligados a outras religiões, enquanto 265 995 não declararam religião.:8 No passado, havia muito mais bahais, cristãos e judeus pelo país inteiro, mas essas minorias têm tido uma taxa de emigração significativamente maior que a dos muçulmanos, e seu contingente caiu muito.

## Cidades mais populosas
| Classificação | Cidade (Província)           | População 2011 |
| ------------- | ---------------------------- | -------------- |
| 1             | Tehran (Tehran)              | 8 154 051      |
| 2             | Mashhad (Razavi Khorasan)    | 2 749 374      |
| 3             | Isfahan (Isfahan)            | 1 756 126      |
| 4             | Tabriz (Azerbaijão Oriental) | 1 494 998      |
| 5             | Karaj (Albors)               | 1 614 626      |
| 6             | Shiraz (Fars)                | 1 460 665      |
| 7             | Ahvaz (Khuzestan)            | 1 112 021      |
| 8             | Qom (Qom )                   | 1 074 036      |

Fonte: Iran - Major Cities